# Virginia Hey
Pour les articles homonymes, voir Hey.
Virginia Hey est une actrice et mannequin australienne née le 19 juin 1952 à Coogee, en Nouvelle-Galles du Sud.

## Biographie
(février 2017).
Virginia Hey a commencé sa carrière professionnelle comme mannequin. Elle a commencé sa carrière d'actrice en tournant dans des spots publicitaires, des séries télévisées et des films en Australie et au Royaume-Uni.
Virginia Hey a particulièrement marqué les esprits pour son rôle de "Femme guerrière" (ainsi crédité), dans le second opus de Mad Max, The Road Warrior, dirigé par George Miller et sorti en 1982. Elle est également apparue dans Tuer n'est pas jouer, le 15e opus de la série de films de James Bond et réalisé en 1987 par John Glen.
Elle a tenu des rôles dans des soap opéras australiens, dont Prisoner (Cell Block H), Neighbours, E Street et Pacific Drive, et dans le reboot de la série Mission : Impossible, Mission impossible, 20 ans après.
Depuis la fin de la série Farscape, où elle tenait l'un des principaux rôles (Zotoh Zhaan, rôle pour lequel elle a obtenu une nomination aux Saturn Awards et qu'elle a quitté pour des problèmes de santé causés par le maquillage nécessaire à la création du personnage), Virginia Hey enseigne désormais la méditation aux États-Unis. Elle est diplômée de naturopathie. Néanmoins, en 2011, elle joue dans le film Alien Armageddon. En 2014, elle apparaît vocalement dans un épisode de la série d'animation Rick and Morty. En 2015, elle joue dans la mini-série Kosmos. Et deux films où elle joue sortiront courant 2016-2017.[Lesquels ?]

## Filmographie partielle

### Cinéma
- 1981 : Mad Max 2 : Le Défi (Mad Max 2) de George Miller
- 1982 : Norman Loves Rose (en) d'Henri Safran
- 1983 : The Return of Captain Invincible de Philippe Mora : esthéticienne
- 1986 : Castaway de Nicolas Roeg : Janice
- 1987 : Tuer n'est pas jouer (The Living Daylights) de John Glen
- 1988 : La Nuit bleue (Pathos - Segreta inquietudine) de Piccio Raffanini : Diana
- 1994 : Bullet Down Under : Toni
- 1999 : Game Room : Dr. Greta Davis
- 2011 : Alien Armageddon : Ute
- 2017 : Dark Ascension : Ruth - Cottage Demon  (en pré-production)

### Télévision
- 1984 : Prisoner (en) (14 épisodes)
- 1985 : Mussolini: The Untold Story (en) (mini-série)
- 1986 : Les Voisins (8 épisodes)
- 1988 : Mission impossible, 20 ans après (1 épisode)
- 1989 : Dolphin Cove (en) (8 épisodes)
- 1989-1990 : E Street
- 1994 : Paradise Beach
- 1996 : Les Nouvelles Aventures de Flipper le dauphin (1 épisode)
- 1996 : Pacific Beach
- 1997 : Roar, la légende de Conor (en) (épisode pilote)
- 1997 : Summer Bay (3 épisodes)
- 1998 : All Saints (en) (1 épisode)
- 1999-2002 : Farscape (50 épisodes)

## Récompenses et distinctions

### Nominations
- Saturn Award :
  - Nommée au Saturn Award de la meilleure actrice de télévision dans un second rôle 2000 (Farscape)